# ويليام ميسينغ
ويليام ميسينغ (بالإنجليزية: William Messing) هو رياضياتي أمريكي، ولد في القرن العشرين.